# Luis Cernuda
Luis Cernuda ou Luis Cernuda Bidón (21 de Setembro de 1902, Sevilha – 5 de Novembro de 1963, Cidade do México), foi um poeta e crítico literário andaluz.

## Biografia
Era o filho caçula de um militar que impunha na educação dos filhos a mesma disciplina rígida e intransigente dos quartéis. Desde cedo, esses valores entraram em choque com a natureza tímida e retraída de Cernuda.
Em 1919, começou a estudar Direito na Universidade de Sevilha onde conheceu Pedro Salinas, seu professor, que lhe introduziu no mundo literário. Mudou-se para Madrid e ali, entrou em contato com os ambientes literários do que logo viria a ser chamado a "Geração de 27". Foi em 1927, que publicou sua primeira obra "Perfil Del Aire".

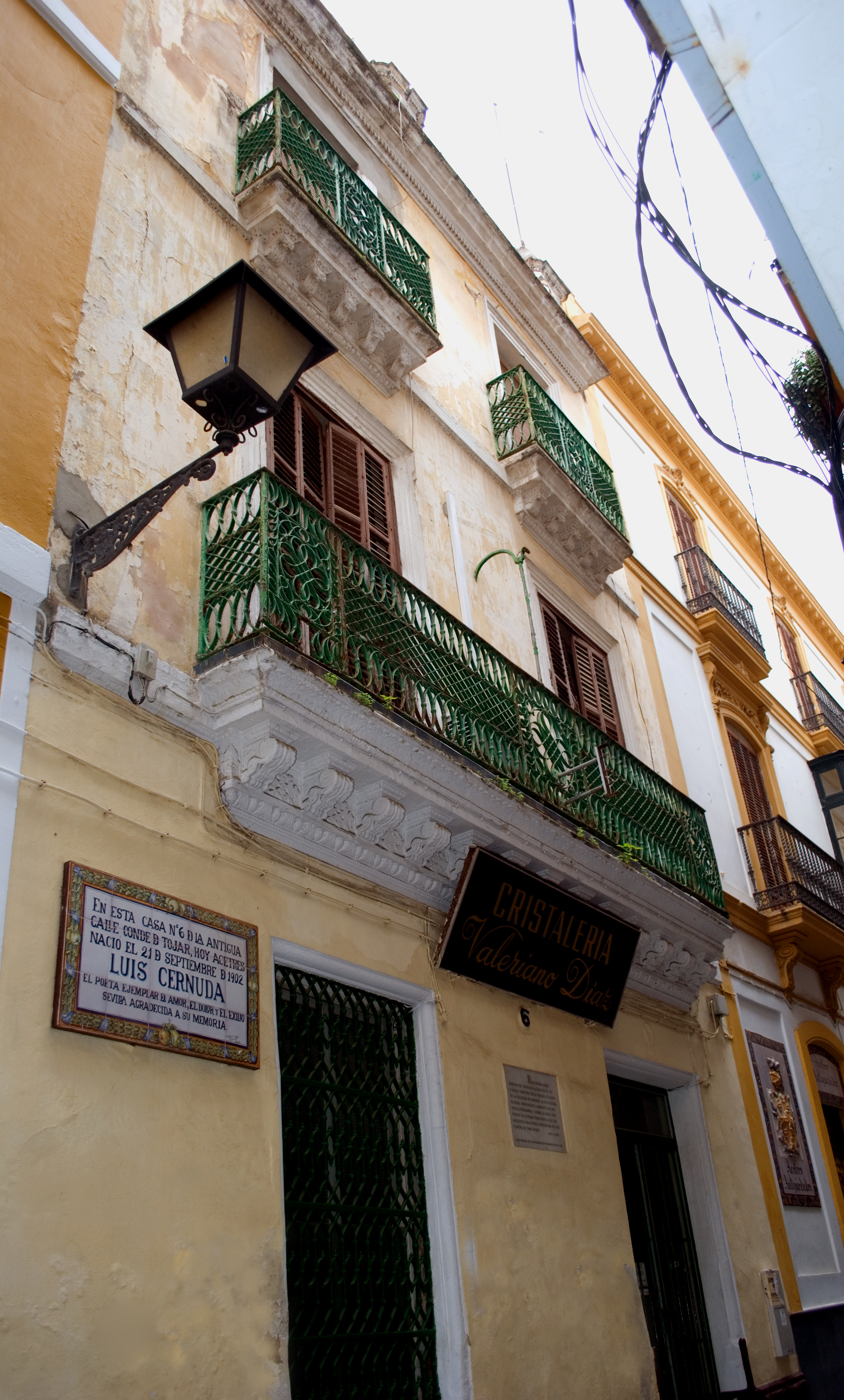
Casa natal de Luis Cernuda

Durante a Guerra Civil, participou ativamente, desde as trincheiras culturais como na fundação da revista "Hora de España", junto com poetas como Alberti ou Gil Albert ou como na participação do "II Congreso de Intelectuales Antifascistas" realizado em Valencia.
Suas principais influências procederam de autores românticos como Keats e Bécquer entre outros.
Durante um ano, trabalhou como leitor de espanhol na Universidade de Toulouse onde, começou a escrever os poemas de seu livro "Un rio, un amor" (1929).
Quando foi proclamada a República, a recebeu com ilusão e sempre se mostrou disposto a colaborar com tudo o que significasse buscar uma Espanha mais tolerante, liberal e culta. Em 1934, publicou "Donde Habite el olvido".
Em 1938 seguiu até a Inglaterra para a realização de algumas conferências, porém não regressou mais a seu país começando assim, seu triste exílio. O primeiro livro a ser publicado no exílio foi "Las Nubes", em 1940.
Em 1947, conseguiu uma cadeira de professor na Universidade americana de Mount Holyoke onde permaneceu até 1952 quando se mudou para o México. Em 1956 publicou "Con las Horas Contadas" e em 1962 "Desolación de la quimera". Também escreveu interessantes ensaios literários e colaborou em revistas e periódicos mexicanos como "Excelsior" ou "Novedades". Morreu na Cidade do México, em 1963.

## Obras
Poesia
- Perfil del aire (1927)
- Egloga, Elegía, Oda (1928)
- Un río, un amor (1929)
- Los placeres prohibidos (1931)
- Donde habite el olvido (1933)
- Invocaciones a las gracias del mundo (1935)
- La realidad y el deseo (1936) obra poética completa, que ampliará en ediciones posteriores (1940, 1958, 1964).
- Las nubes (1943)
- Como quien espera el alba (1947)
- Vivir sin estar viviendo (1949)
- Con las horas contadas (1956)
- Desolación de la Quimera (1962)

Ensaios
- Estudios sobre poesía española contemporánea (1957)
- Pensamiento poético en la lírica inglesa (1958)
- Poesía y literatura I (1960)
- Poesía y literatura II (1964)

Outros
- Cartas a Eugénio de Andrade (1979)